# Tsuwano
Tsuwano (津和野町, Tsuwano-chō) est un bourg du district de Kanoashi, dans la préfecture de Shimane au Japon.

## Géographie

### Situation
Tsuwano est situé dans le sud-ouest de la préfecture de Shimane, traversé par la rivière Tsuwano.

### Municipalités limitrophes
| Hagi      | Masuda  | Masuda  |
| Yamaguchi | Tsuwano | Masuda  |
| Yamaguchi | Yoshika | Yoshika |

### Démographie
En 2011, le bourg de Tsuwano comptait 8 265 habitants répartis sur une superficie de 307,09 km2 (densité de population de 27 hab./km2). La population était 6 875 habitants en juin 2023.

## Histoire
La région actuelle de Tsuwano faisait partie de l'ancienne province d'Iwami. Pendant l'époque d'Edo, Tsuwano s'est développé en tant que jōkamachi du domaine de Tsuwano. En 1868, ce fut le lieu de persécutions de  chrétiens cachés, qui avaient été exilés ici après avoir été découvert et arrêté lors de l'Urakami Yoban Kuzure. 
Après la restauration de Meiji, le bourg moderne de Tsuwano est créé le 1er avril 1889.

## Culture locale et patrimoine
Tsuwano possède un ancien quartier de samouraïs, bien conservé. Les ruines du château de Tsuwano se trouvent sur une colline surplombant le centre du bourg.
À Tsuwano, la dernière demeure du philosophe Amane Nishi est située non loin de celle de Mori Ōgai, célèbre écrivain de l'ère Meiji, ainsi que du musée consacré à l'œuvre de ce dernier.
Le patrimoine de Tsuwano reçoit la désignation de Japan Heritage en 2015. 

## Transports
Tsuwano est desservie par la ligne Yamaguchi de la JR West.

## Personnalités liées à la municipalité
Le philosophe du XIXe siècle Nishi Amane, dont les ancêtres étaient daimyos du domaine de Tsuwano, et l'écrivain Mori Ōgai sont nés à Tsuwano.
- Yasuo Ōtsuka (1931-2021), chef animateur japonais.